# Divisione del Konkan
La divisione del Konkan è una divisione dello stato federato indiano del Maharashtra, di 24 807 357 abitanti. Il suo capoluogo è Bombay.
La divisione del Konkan comprende i distretti di Mumbai City, Mumbai Suburbana, Raigad, Ratnagiri, Sindhudurg, Thane e prende nome dalla regione del Konkan di cui costituisce la parte settentrionale.